# Cani e biplani
Cani e biplani (The Love Egg) è un cortometraggio muto del 1921 diretto da Erle C. Kenton.

## Distribuzione
Il film venne distribuito negli Stati Uniti l'11 settembre 1921 dalla Educational Film Exchanges; in Italia arrivò nel 1926 distribuito dalla Marmeid.